# Семкино (Белозерский район)
Семкино — деревня в Белозерском районе Вологодской области.
Входит в состав Енинского сельского поселения, с точки зрения административно-территориального деления — в Енинский сельсовет.
Расположена на берегу Заробозера. Расстояние по автодороге до районного центра Белозерска — 47 км, до центра муниципального образования посёлка Лаврово — 4 км. Ближайшие населённые пункты — Енино, Ивантеево, Лаврово.
По данным 2019 года, в деревне проживает 4 человека на постоянной основе. 1 проживает нерегулярно.